# Cerkev sv. Štefana, Ribnica
Cerkev sv. Štefana se nahaja v središču mesta Ribnica in je župnijska cerkev Župnije Ribnica.

## Zgodovina
Cerkev sv. Štefana (papeža) stoji na mestu starodavne prednice, ki je bila večkrat porušena in prezidana. Iz zapisov dekana Antona Skubica razberemo, da je bila prvotna ribniška župnijska cerkev zgrajena vsaj okoli leta 1000. Sklepati smemo, da je bil sočasno z njo zgrajen tudi ribniški grad. Ta prvotna cerkev je stala do leta 1340, ko jo je, kakor navaja Skubic, »morda porušil grozni potres, da so morali pozidati novo.« V tej cerkvi je obstajal stranski oltar svetega Jurija. Tedaj so bili gospodarji Ribnice Ortenburžani: Oton V. in Oton VI. Znan nam je tudi tedanji ribniški vikar Janez (1347). Neka listina iz leta 1366 priča, da je tega leta, torej več kot 25 let po omenjenem potresu, stranski oltar sv. Jurija še stal, torej smemo sklepati, da prvotna cerkev ni bila popolnoma porušena, ampak le zelo poškodovana. Obnovili so jo Ortenburžani kot njeni cerkveni patroni.
Leta 1415 je požar upepelil ves trg, trideset let kasneje pa je ponovno pogorela polovica trga. V tem času je bila najvrejetneje ponovno porušena tudi prvotna cerkev. Novo so najbrž postavili Celjski grofje (Herman II., Friderik II.) kot cerkveni patroni v letih 1418–1456. Iz te dobe sta nam znana ribniška župnika Martin in Gašper. Ta cerkev, ki je stala še v Valvazorjevem času (okoli leta 1680), pa ni več imela stranskega oltarja sv. Jurija, kar bi pomenilo, da je bila nova, torej druga cerkvena stavba. Domneva se, da je patriarhov vikar škof Martin leta 1454, ko je posvetil oltar v ribniški grajski kapeli, istočasno posvetil tudi takrat novo ribniško župnijsko cerkev. Če domneva drži, je ob tej priložnosti gotovo umestil prvega znanega ribniškega naddiakona Klemena.
Ta župnijska cerkev je stala 300 let, do leta 1775, ko je pogorela. Popravil in obnovil jo je na istem mestu zadnji ribniški arhidiakon Kobal s sodelovanjem cerkvenega patrona grofa Gvidona Cobenzla. Ta cerkev je stala še skoraj 100 let, ko je bila za časa dekana Ignacija Holzapfla leta 1866 popolnoma porušena. Motiv za porušenje je po pripovedovanju starih ljudi obstajal v tem, ker je bila premajhna. Zaradi svoje starosti je bila namreč v tako razpadajočem stanju, da je ni bilo vredno več popravljati ali obnavljati.
Tretjo stavbo župnijske cerkve je v letih 1866-1868 na novo postavil dekan Ignacij Holzapfel s sodelovanjem in prispevki vseh župljanov. Ribnica je bila v tistem času še »cesarska fara« in je bil njen patron avstrijski cesar.
V času gradnje sedanje ribniške cerkve so hranili najsvetejše v kapelici iz lesa, ki je bila med novo cerkvijo in nekdanjim župniščem. Ob nedeljah in praznikih so imeli župljani mašo v podružnična cerkvi v Hrovači za južni del župnije in pri cerkvi svetem Križu za severni del. 1866 je tedanji stolni prošt in generalni vikar Anton Kos blagoslovil temeljni kamen. Gradbena dela so hitro napredovala, saj je bila cerkev dograjena v dveh letih. 8. novembra 1868 jo je blagoslovil stolni dekan Janez Zlatoust Pogačar, kasnejši ljubljanski knezoškof. Po smrti dekana Holzapfla je nadaljeval z deli pri novi cerkvi dekan Martin Skubic, ki je bil umeščen v ribniško župnijo 14. oktobra 1868. Veliko cerkev je bilo potrebno vso opremiti, kar je bilo veliko delo naslednjih desetletij. Najprej so za maševanje začasno postavili kar oltar iz stare cerkve.

### Obnova župnijske cerkve po drugi svetovni vojni
Med drugo svetovno vojno je bila ribniška župnijska cerkev hudo poškodovana. Ob koncu vojne je 19. aprila 1945 zaradi bombardiranja pogorela vsa streha na cerkvi, uničeni pa sta bili tudi obe zvonikovi kapi. Kolikor slikarij niso pokvarile krogle, jih je uničevala vlaga. Začasni župnijski upravitelj Stanislav Erzar je uredil z opeko krito streho. Začasno so z lesenima strehama pokrili oba zvonika.
Na ugodnejše čase je bilo treba čakati nekaj let. V župnijo Ribnica je v letu 1949 prišel Alojzij Dobrovoljc, ki se je skupaj z župljani lotil napornega dela celotne obnove župnijske cerkve. Ko je bila urejena notranjost cerkve, so začeli z obnovo zvonikov.
Po daljšem prepričevanju je načrte izdelal ostareli arhitekt Jožef Plečnik. Ko je leta 1957 Plečnik umrl, je pri postavitvi vrhov cerkvenih zvonikov sodelovana njegova učenka Erna Tomšič. Leta 1960 sta bila zvonika dokončana.

### Obnova poškodovanih Plečnikovih zvonikov
Ob postavitvi Plečnikovih zvonikov najbrž nihče ni pomislil, da betonsko stebričevje ne bo dolgo kljubovalo vremenskim razmeram Ribniške doline. Zelo neugodne vremenske razmere so hitro začele delovati na terac beton in sploh so hitro načele celotno betonsko konstrukcijo zvonikov. Že kmalu po dograditvi zvonikov so se na posameznih elementih začele pojavljati razpoke. Razpokam so se polagoma pridružile še druge poškodbe. Posledice teh se kažejo zlasti v odstopanju posameznih delov betona.
O stanju zvonikov je bilo v letih 1987 do 1995 izdelanih več poročil in tudi predlogov za sanacijo, kjer je sodeloval Zavod za spomeniško varstvo iz Ljubljane. Zadnji projekt sanacije zgornjih delov Plečnikovih zvonikov župnijske cerkve v Ribnici je izdelal Inštitut za raziskavo materialov IRMA iz Ljubljane v oktobru leta 1996. Omenjeni Inštitut je začel s sanacijo v začetku aprila leta 1997 ter jo končal v letu 1998.

## Notranjosti cerkve
Ribniška župnijska cerkev je ena največjih cerkva v ljubljanski nadškofiji in Sloveniji. V dolžino meri 50 m, široka je 22 m in visoka v koru 17,6 m ter v ladji 20 m. Galeriji merita 30 x 5 m. Cerkev je sezidana v neoromanskem slogu. Podobne cerkve iz te dobe so še na Vrhniki, Boštanju in Zagorju.

### Glavni in daritveni oltar
Glavni oltar je iz sivega kamna in marmorja izdelal ljubljanski kamnosek Ignacij Toman. Oltarna slika svetega Štefana iz leta 1901 je delo znanega slovenskega impresionista Ivana Groharja. Predstavlja papeža sv. Štefana, ki se dviga nad mračnim mestom Rimom v spremstvu angelov proti nebeškim višavam. Prvotno oltarno sliko, ki je ohranjena, je naslikal Franc Globočnik. Ohranjena in leta 1994 restavrirana je še slika papeža Štefana, ki jo je upodobil slikar Matevž Langus. Sliko Brezmadežne, ki je v glavnem oltarju za Marijine praznike in pobožnosti, je naslikal slikar Wolf. Sliko Srca Jezusovega, ki je v glavnem oltarju meseca junija je naslikal p. Blaž Farčnik.
Kipe svetnikov pa je iz mavca napravil kipar Franc Zajc. Levo od oltarne slike je kip sv. Petra, desno pa sv. Pavla. Nad sv. Petrom stoji angel, ki ima v rokah trak z napisom: »Slava Bogu« Angel nad sv. Pavlom v rokah drži knjigo z grškima črkama Alfa in Omega. Poleg tabernaklja sta tudi dva angela v molitveni drži.
Glavni oltar je 13. julija 1873 posvetil takratni ljubljanski knezoškof Jernej Vidmar. Vanj je vzidal tudi relikvije sv. Kasta, sv. Sekunda in sv. Fortunata. Na ta dan je bila tudi posvečena sedanja župnijska cerkev.
Umetniško dragocena so dvokrilna tabernakeljska vratca, ki jih je po načrtu arhitekta Ivana Vurnika in njegove žene Helene leta 1915 izdelal ljubljanski pasar Ivan Kregar. V letih prve svetovne vojne so namreč ribniške žene namesto zaobljubljenega romanja začele zbirati sredstva za nova vratca. Na levem krilu sta v medaljonih upodobljena Jezusovo rojstvo (sv. Jožef, Marija, Jezušček in pastir) in Jezus na križu (pod njim stojita Marija in sv. Janez Evangelist). Na desnem krilu sta upodobljena prizora zadnje večerje in Marijinega kronanja v nebesih. Na vrhu vratc stoji Marija z Jezusom.
Tabernakelj je bil blagoslovljen 1916. Pod tabernakeljskim baldahinom je križ. Leta 1994 je akademski slikar Tomaž Perko iz Cerknice za glavni oltar upodobil sliko Križanega Jezusa. Načrt za obnovo prezbiterija: nov oltar, ambon, mizico za darove in tlak je izdelal arhitekt Franc Kvaternik. Kamnoseško delo je izvedel Andrej Mravlja s svojimi sinovi s Hotavelj. Krstilnik, ki je nekdaj stal pod pevskim korom, je bil obnovljen in prenesen na sedanje mesto v prezbiteriju. Kip škofa Friderika Barage, ki krščuje Indijančka in stoji v prezbiteriju, je iz hrastovine izklesal kipar Stane Jarm.

### Stranska oltarja
Stranska oltarja sta bila blagoslovljena leta 1875. Izdelal ju je kamnosek Matelič, ki je bil delovodja pri vdovi takrat že rajnega kamnoseka Ignacija Tomana. Oltarni sliki je naslikal slikar Janez Wolf iz Ljubljane, kipe pa izdelal kipar Franc Zajc.
Levi stranski oltar je posvečen Roženvenski Materi božji. Levo od oltarne slike je kip svete Uršule, desno pa svete Neže. Ob tabernaklju, ki ima na vratcih vgravirano podobo Križanega, stojita dva angela. Desno od oltarja je slika brezjanske Marije Pomagaj, levo od nje pa kip sv. Terezije Deteta Jezusa.
Desni stranski oltar je posvečen sv. Janezu Evangelistu. Oltarna slika je eno najboljših del slikarja Janeza Wolfa. Levo od nje je kip sv. Jožefa z Jezusom, desno pa sv. Antona Puščavnika. Ob tabernaklju sta dva angela. Levo od oltarja je na steni misijonski križ, desno pa tako imenovani praški Jezus.
Kip sv. Antona Padovanskega stoji pod zahodno emporo. Verjetno ga je izdelal Ivan Pengov. Pod vzhodno emporo blizu stranskega vhoda na steni vidimo kip Prebičanega in s trnjem kronanega Kristusa - Ecce Homo, ki je še iz prejšnje župnijske cerkve.

### Freske
Leta 1880 je dal dekan Martin Skubic slikarju Wolfu s freskami poslikati kor. Na okroglem oboku nad glavnim oltarjem je v siju upodobljena Sveta Trojica.
Na steni prezbiterija levo od glavnega oltarja so od leve proti desni upodobljeni: sv. Marko z levom, sv. Matej z angelom in sv. Janez Krstnik z jagenjčkom. Pod njima sta v medaljonih naslikana cerkvena učitelja sv. Ambrož s panjem čebel in sv. Gregor Veliki s papeško palico in golobom.
Na desni strani kora so od leve proti desni upodobljeni: Mojzes s tablami desetih zapovedi, sv. Janez z orlom in sv. Luka z bikom.
Zadnje večje delo v cerkvi pod dekanom Skubicem je bilo slikanje prečne ladje leta 1890. Prečno ladjo je poslikal slikar Matija Koželj iz Kamnika. Nad stranskim oltarjem Roženvenske Matere božje je njegova freska sv. Uršule v nebeški slavi. Sv. Uršula se vzdiguje nad oblaki, v levici drži zmagoslavno bandero in puščico, znamenje njenega mučeništva. Nad njo sta dva angela, ki nosita palmovo vejico in lilijo za zmagovalko. Okoli sv. Uršule je v skupinah enajst njenih tovarišic - mučenk. Spodaj na oblakih je bel golob kot znamenje, da se je po njegovi prikazni našel prej neznani grob sv. Uršule.
Nad spovednico na levi strani spredaj je upodobljen prizor iz Lukovega evagelija, ki predstavlja Jezusa v hiši Simona farizeja, ko se sreča z grešnico. Jezus sedi pri mizi, ki je obložena z raznimi jedili. Pred njim kleči vsa skesana Marija Magdalena. Ta Koželjeva freska je bila med drugo svetovno vojno uničena zaradi bombardiranja cerkve. Po vojni je po naročilu dekana Alojzija Dobrovoljca slikar Izidor Mole naslikal isti motiv. Poleg te freske je v medaljonih upodobil še slovanska apostola sv. Cirila in Metoda.
Na desni strani nad oltarjem sv. Janeza Ev. je freska sv. Frančiška v nebeški slavi. Sv. Frančišek kleči v oblakih z razprostrtimi rokami ter gleda navzgor, na svetega duha v podobi goloba. Ob straneh sta dva angela. Sv. Frančiška obdajajo prvaki tretjega reda: francoski kralj sv. Ludvik, sv. Anton Padovanski, sv. Bonaventura, papež Honorij III., sv. Kazimir in svetnice: Elizabeta, Klara, Hijacinta, Marjeta in Frančiška Rimska.
Nad spovednico na desni strani spredaj je freska Izgubljenega sina, ki se strgan in mršav vrača k očetu. Obraz si zakriva z levico, oče pa ga želi objeti. Zadaj je videti nevoščljivega starejšega brata in hlapca, ki po očetovem naročilu prinaša izgubljenemu sinu najboljše oblačilo. Zgoraj so trije angeli, ki nesejo znamenja vere, upanja in ljubezni ter se veselijo nad grešnim sinom, ki se je spokoril. Poleg te freske sta v medaljonih naslikana cerkvena učitelja sv. Hieronim in sv. Avguštin.

### Ostale umetnine in oprema cerkve
Križev pot je leta 1873 po Fuhrichovih predlogah naslikal Matija Koželj. Okvire zanj je izdelal Matija Ozbič. Ti okvirji so sedaj shranjeni na podstrešju farne cerkve, ker je bil križev pot s stebrov premeščen na stene in vstavljen v manjše okvire.
Pod pevsko galerijo na steni visita sliki Žalostne matere božje in slika Vstajenja kot 15. slika križevega pota. Kropivniki so izklesani iz sivo črnega marmorja. Spovednice so štiri in se lepo prilegajo slogu cerkve. Božji grob je leta 1878 izdelal Janez Gosar iz Dupelj, z dekoracijami pa ga je poslikal slikar Anton Jebačin.
Sedanji lestenci nimajo posebne umetniške vrednosti, kot jo je imel nekdanji lestenec, ki se je ob požaru leta 1945 razbil. Svečniki so bili vsi izdelani v delavnici Alberta in Maksa Samasse v Ljubljani. Jaslice so delo tirolskih mojstrov. Blagoslovljene so bile leta 1908, dopolnjene in popravljene pa leta 1952. Precej kipcev je v zadnjih letih izrezljal tudi Drago Košir iz Jelovca pri Sodražici. Kot pastirje je upodobil Ribničane pri obdelavi suhe robe. V spomin na papežev obisk je izrezljal tudi kip papeža Janeza Pavla II.
Župnijsko bandero s slikama sv. Štefana in Brezmadežne je bilo izdelano leta 1909. Poleg njega sta še dve manjši banderi. Na prvem so upodobljeni pelikan in košarica kruha z ribo, na drugem pa velikonočno jagnje na knjigi ter trnje z žeblji. Tretje manjše bandere ima podobo Matere božje z Jezusom, katerima fant ponuja lilijo, dekle pa vrtnico. Na drugi strani je podoba velikonočnega jagnjeta. Poleg farnega bandera je še šest podružničnih bander.

### Orgle
Prve znane orgle - pozitiv je stara ribniška župnijska cerkev dobila vsaj sredi 18. stoletja. Ta pozitiv se je že kmalu moral umakniti Križmanovim orglam. Prodali so ga cerkvi v Hrovači, kjer je bil do leta 1874. Takrat so v Hrovačo dobili iz ribniške cerkve Scholzove orgle. Pozitiv pa so ponovno prenesli, tokrat v cerkev v Nemški vasi, kjer je še danes - žal brez piščali.
V letih 1758-1760 je v stari ribniški cerkvi postavil orgle znameniti orglar Franc Ksaver Križman, ki se je izdelovanja izučil pri Nakriču v Benetkah. Izdelavo teh orgel mu je poveril tedanji ribniški župnik - naddiakon Janez Jakob Bajec. Dekan Skubic o njih piše: »"Ugotovljeno pa je, da so bile Križmanove orgle leta 1760 dogotovljene in v rabi. To vemo namreč iz priporočilnega pisma, ki ga je Bajec izstavil 26. oktobra 1761.«
Te orgle so leta 1775 pogorele v požaru, ki je zajel cerkev. Ribničani so kmalu poskrbeli za nove, ki jih je leta 1782 izdelal celjski orglar Anton Scholz. 
Leta 1874 so jih zamenjali s sedanjimi orglami, ki jih je kot svoje 19. delo izdelal ljubljanski orglarski mojster France Goršič. Orgle imajo 26 pojočih registrov, mehanično trakturo in sapnice na poteg ter so prava mojstrovina tedanje orglarske obrti. Dispozicija registrov je že romantično zasnovana, kar je bilo za tedanje čase moderno. Ribniške orgle so danes v Sloveniji največje, še povsem originalno ohranjene, mehanične orgle iz 19. stoletja, pa tudi preteklih stoletij nasploh.
Orgle je leta 1987 obnovila orglarska delavnica Ottitsch iz Koroške.

### Zvonovi
Pred prvo svetovno vojno je ribniška župnijska cerkev premogla enega največjih zvonov v škofiji. Izdelali so ga leta 1883, poimenovan je bil misijonski zvon ali misijonar. V Ljubljani ga je leta 1884 ulil zvonar Albert Samassa. Postavljen je bil v vzhodnem zvoniku. Kot večina zvonov na Slovenskem je postal 5. januarja 1917 žrtev prve svetovne vojne.
Ostali stari zvonovi izpred let 1916/1917 so bili še iz stare župnijske cerkve. Drugi zvon je bil leta 1779 ulit v Ljubljani. Predhodnik tega zvona se je stopil v silovitem požaru. Prva svetovna vojna mu je prizanesla, ne pa tudi druga, saj se je leta 1945 ob požaru raztalil. Tretji zvon je prav tako ulil Janez Jakob Samassa leta 1779. Četrti zvon je leta 1817 ulil v Ljubljani Jožef Reiss, ki je tedaj vodil Samassovo zvonarno v imenu dedičev pokojnega Vincenca Samassa. Peti - danes četrti - mrliški zvon je tudi prišel iz zvonarne Janeza Jakoba Samassa, in sicer leta 1790. Danes visi v vzhodnem zvoniku.
Veliki, tretji in četrti zvon so bili odvzeti za potrebe avstrijske vojske. Leta 1923 so Ribničani v livarni Bühl v Mariboru naročili srednji in mali zvon. Srednji zvon je še ohranjen, mali in večji pa sta se raztalila ob požaru, ki ga je povzročilo bombardiranje cerkve, 18. aprila 1945.
Srednji, veliki in mali zvon je leta 1947 v Zagrebu ulila zvonarna Kvirina Lebiša iz ostankov raztopljenih zvonov.
V oktobru leta 1999 so tri zvonove zamenjali s štirimi novimi zvonovi, ki jih je ulila livarna Rudolf Perner iz Passaua. Pojejo v Parsifal motivu na tonih H° - d' - e' - g'.